# Кожухар Володимир Маркович
Володи́мир Ма́ркович Кожуха́р (16 березня 1941, м. Вінниця — 3 грудня 2022, м. Київ) — радянський і український диригент та музичний педагог. Народний артист РРФСР (1985) та України (1993).

## Життєпис
Закінчив київську середню музичну школу ім. М. В. Лисенка по класу труби і Київську державну консерваторію ім. П. І. Чайковського (1963, клас труби В. Яблонського) і оперно-симфонічного диригування (М. Канерштейна) й аспірантуру (1966; кл. Г. Рождественського) Московській консерваторії.
Від 1964 року був диригентом, а від 1967 року — головним диригентом Державного симфонічного оркестру України.
У 1973—1977 роках працював диригентом Київського театру опери та балету, після чого, до 1988 року — головним диригентом музичного театру ім. Станіславського і Немировича-Данченка в Москві.
У 1978—1988 роках викладав у Московському музично-педагогічному інституті ім. Ґнесіних. Від 1993 року — професор Київської консерваторії.
У 1989—2012 роках — головний диригент Національної опери України, де поставив опери «Тарас Бульба» М. Лисенка, «Золотий обруч» Б. Лятошинського, «Мазепа», «Пікова дама», «Іоланта» П. Чайковського, «Алєко» С. Рахманінова, «Аїда», «Набукко», «Макбет», «Бал-маскарад» Дж. Верді, «Турандот» Дж. Пуччіні, «Лоенгрін» Р. Вагнера, «Джоконда» А. Понкіеллі, «Любовний напій» Г. Доніцетті, «Ромео і Джульєтта», «Фауст» Ш. Гуно, «Кармен» Ж. Бізе, «Попелюшка» Дж. Россіні, «Любов до трьох апельсинів» С. Прокоф’єва, «Катерина Ізмайлова» Д. Шостаковича, балети «Спляча красуня», «Лебедине озеро» П. Чайковського, «Сюїта в білому» Е. Лало, «Поцілунок феї», «Петрушка», «Весна священна» І. Стравінського, «Фантастична симфонія» Г. Берліоза, «Вікінги» Є. Станковича, «Шехеразада» М. Римського-Корсакова, «Картинки з виставки» М. Мусоргського та інші.

## Творчість
Як диригент брав участь у постановці на сцені Національної опери України опер «Манон» Ж. Массне (1973), «Князь Ігор» О. Бородіна (1975, 1991), «Фауст» Ш. Гуно (1976), «Золотий обруч» Б. Лятошинського (1990), «Мазепа» П. Чайковського (1990), «Тарас Бульба» М. Лисенка (1992), «Набукко» Дж. Верді (1992), «Лоенгрін» Р. Вагнера (1994), «Пікова дама» П. Чайковського (1996), «Аїда» Дж. Верді (1997), «Ромео і Джульєтта» Ш. Гуно (2000), «Любов до трьох апельсинів» С. Прокоф’єва (2000), «Кармен» Ж. Бізе (2002) та ін.; балетів «Попелюшка» С. Прокоф’єва (1989), «Ніч перед Різдвом» Є. Станковича (1993), «Володимир Хреститель», «Фрески Софії Київської» (на муз. В. Кікти, 1995), «Фантастична симфонія» (на муз. Г. Берліоза, 1996), «Лускунчик» П. Чайковського (1997, Канада), «Жар-птиця» (2000), «Петрушка» (2002), «Весна священна» (2003) I. Стравінського, «Корсар» А. Адана (2002), «За двома зайцями» Ю. Шевченка (2017), вокально-хореографічних творів «Олександр Невський» С. Прокоф’єва (1992), Реквієм Дж. Верді (1992),  «Дзвони» С. Рахманінова (1993). З оркестром театру підготував цикл симфонічних концертів із творів П. Чайковського – Перша,  Друга, Четверта, Пята,  Шоста симфонії; Д. Шостаковича – Перша симфонія, Перший концерт для скрипки з оркестром, вокально-симфонічна поема «Страта Степана Разіна». Диригував виставами «Катерина Ізмайлова» Д. Шостаковича (зокрема у рамках проекту М. Ростроповича у Неаполі), «Лебедине озеро», «Спляча красуня» П. Чайковського, «Ромео і Джульєтта», «Попелюшка» С. Прокоф’єва під час гастролей київської трупи в Японії, Німеччині, Франції, Швейцарії, Данії, Польщі, Канаді, Іспанії, Італії, Лівані та ін. країнах. Під керівництвом В. Кожухаря пройшли гастролі Нац. опери України в Парижі (1992), виступи на 55-му міжнар. муз. фестивалі у Страсбурзі (1993).Творчий здобуток Кожухаря величезний, був диригентом високого рівня.Відзначався майстерністю у керуванні оркестром,і досягав своїм професійним умінням великих успіхів.

## Державні нагороди
- Народний артист РРФСР (1985)
- Народний артист України (19 серпня 1993) — за особистий внесок у збагачення української національної культури, високу професійну майстерність[2]
- Орден «За заслуги» III ст. (23 березня 2001) — за вагомий особистий внесок у розвиток національної культури і мистецтва, високий професіоналізм[3]
- Орден «За заслуги» II ст. (18 серпня 2006) — за значний особистий внесок у соціально-економічний, культурний розвиток Української держави, вагомі трудові досягнення та з нагоди 15-ї річниці незалежності України[4]
- Орден «За заслуги» I ст. (26 березня 2016) — за вагомий особистий внесок у розвиток національної культури і театрального мистецтва, значні творчі здобутки, високу професійну майстерність та з нагоди Міжнародного дня театру[5]